# 無路可逃

無路可逃官方標誌

無路可逃（英語：No Way Out），是世界摔角娛樂（WWE）每年一度的世界摔角娛樂付費收看節目（WWE Pay-Per-view）之一，通常於每年2月時舉行。此賽事創立於1998年，並於2000年開始正式成為年度付費收看節目之一，目前已改為行刑室鐵籠戰。

## 外部連結
- 無路可逃官方網站 （页面存档备份，存于）